# Appius Claudius Pulcher (consul in 143 v.Chr.)
Appius Claudius Pulcher was een Romeins politicus en militair uit de 2e eeuw v.Chr. Hij was een lid van de gens Claudia.
Claudius was praetor in 146 v.Chr. Hij werd consul in 143 v.Chr. Claudius was een rivaal van Scipio Aemilianus Africanus. Hij vocht tegen de Salassi, een stam uit de Alpen, maar werd verslagen. Claudius liet de Sibillijnse boeken raadplegen en nadat de decemviri sacris faciundis een offer op vijandelijk gebied hadden gebracht, behaalde hij alsnog de overwinning. Hierop wilde Claudius een triomftocht houden, maar deze werd hem door de senaat geweigerd. Op eigen kosten hield hij deze vervolgens toch. Een volkstribuun sprak een veto uit, maar ook daar trok hij zich niets van aan. Hij liet zijn dochter Claudia, die een Vestaalse maagd was, in de processie naast zich meelopen zodat men hem niet zou aanvallen. In 136 v.Chr. was hij censor.
Claudius was een medestander van Tiberius Sempronius Gracchus (tribunus plebis in 133 v.Chr.), die met zijn dochter Claudia was getrouwd. Hij steunde de omstreden landhervormingen van Gracchus. De conservatieven in de senaat boden veel weerstand en lieten eind 132 Tiberius Gracchus vermoorden. Claudius moet ergens tussen dit jaar en 129 v.Chr. zijn overleden.
Claudius was de zoon van Gaius Claudius Pulcher, die consul was in 177 v.Chr. Zijn zoon Appius Claudius Pulcher was consul in 79 v.Chr.

## Referentie
- T. Broughton, The magistrates of the Roman Republic Vol. I: 509 BC - 100 BC, Lancaster (Californië) 1951. pp.471, 486 ISBN 0891307060